# سیارک ۶۵۳۵۷
سیارک ۶۵۳۵۷ (به انگلیسی: 65357 Antoniucci، نامگذاری:2002NR55) شصت و پنج هزار و سیصد و پنجاه و هفتمین سیارک کشف شده‌است که در ۱۲ ژوئیه ۲۰۰۲ کشف شد.